# Zero (lingüística)
En lingüística, un zero és un constituent necessari per a l'anàlisi però que no es reflecteix en la parla. Això significa que manca un element allà on en teoria n'hi hauria d'haver un. Se sol escriure "Ø".
Hi ha diversos tipus de zeros.
- Un morfema zero, que no té forma fonètica, és un al·lomorf d'un morfema que en els altres casos es reflecteix a la parla. A la frase "dos globus-Ø", el marcador plural és un morfema zero, que és un al·lomorf de -sos tal com es veu en "dos gossos". A la frase "volen que jo cant-Ø" (present de subjuntiu balear), la conjugació del verb té un sufix zero, a diferència del sufix -s present a la frase "volen que tu cant-s".
- Un zero també pot tenir la funció d'un pronom, com per exemple "Ø és igual", o en la frase anglesa The book Ø I am reading.
- Un article zero, que és un article definit no realitzat en algunes llengües.
- Una còpula zero, en què una còpula com ara el verb "ser" se sobreentén però és absent. Per exemple, en rus se sol ometre la còpula en el temps present, com en Она красавица (literalment: "ella bonica"). En català, a vegades s'omet la còpula en frases fetes, per exemple "com més aviat millor".